# Odlochovice
Odlochovice (Duits: Wodlochowitz) is een Tsjechische plaats in de gemeente Jankov, regio Midden-Bohemen, en maakt deel uit van het district Benešov. Het dorp ligt op ongeveer 4 kilometer afstand van Jankov en op ongeveer 24 kilometer afstand van de stad Benešov.
Odlochovice telt 179 inwoners (2021).

## Geschiedenis
De eerste schriftelijke vermelding van het dorp dateert van 1346, toen ene Přibyslav van Odlochovice als eigenaar werd genoemd.
Bij het dorp stond een fort, dat rond 1720 werd verbouwd tot kasteel. In 1786 kochten Václav Ferdinand Brázda van Rombald (1732–1811) en zijn vrouw Anna het dorp en kasteel. Zij lieten het in 1811 na aan hun oudste zoon Václav (1775–1849), die ook eigenaar was van Miličín. Deze laatste had twee zonen, Václav Antonín (1836–onbekend) en Václav Ferdinand, die later lid werden van het provinciale parlement. Zij lieten Odlochovice na hun overlijden na aan hun neef Marian Rombald van Hochinfelsen en zijn familie, daar zij beide kinderloos gestorven waren. Na de afschaffing van het feodalisme bleef de bij het kasteel behorende boerderij nog tot omstreeks 1918 in bezit van de familie Van Hochinfelsen. Daarna werd de boerderij verkocht aan een onbekend persoon.
In de jaren 1950 werd het kasteel omgebouwd tot verzorgingstehuis. In 1960 werd Odlochovice, samen met Jankov, ingedeeld bij het district Benešov.

## Verkeer en vervoer

### Autowegen
Er leidt een regionale weg naar het dorp.

### Spoorlijnen
Er is geen station in Odlochovice. Het dichtstbijzijnde station is in Votice, op zo'n vijftien kilometer afstand.

### Buslijnen
Er is één bushalte in het dorp:
| Halte               | Lijn | Traject          | Vervoerder   |
| ------------------- | ---- | ---------------- | ------------ |
| Jankov, Odlochovice | 553  | Jankov - Benešov | CŠAD Benešov |

## Bezienswaardigheden
- Kasteel Odlochovice;

- Barokke Sint-Johannes van Nepomukkapel uit 1737;
- Brandweermuseum.

## Galerij

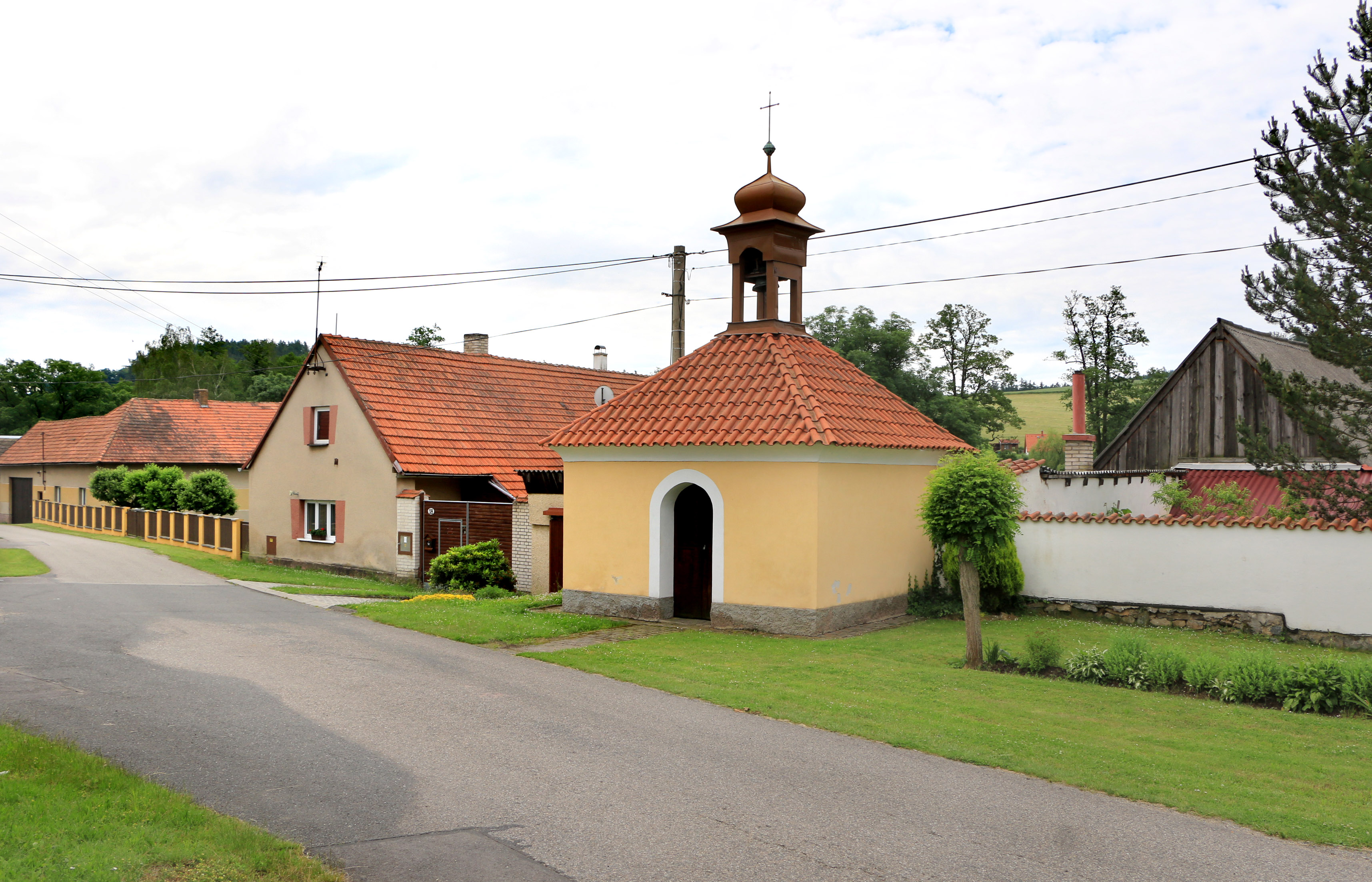
Sint-Johannes van Nepomukkapel (2016)
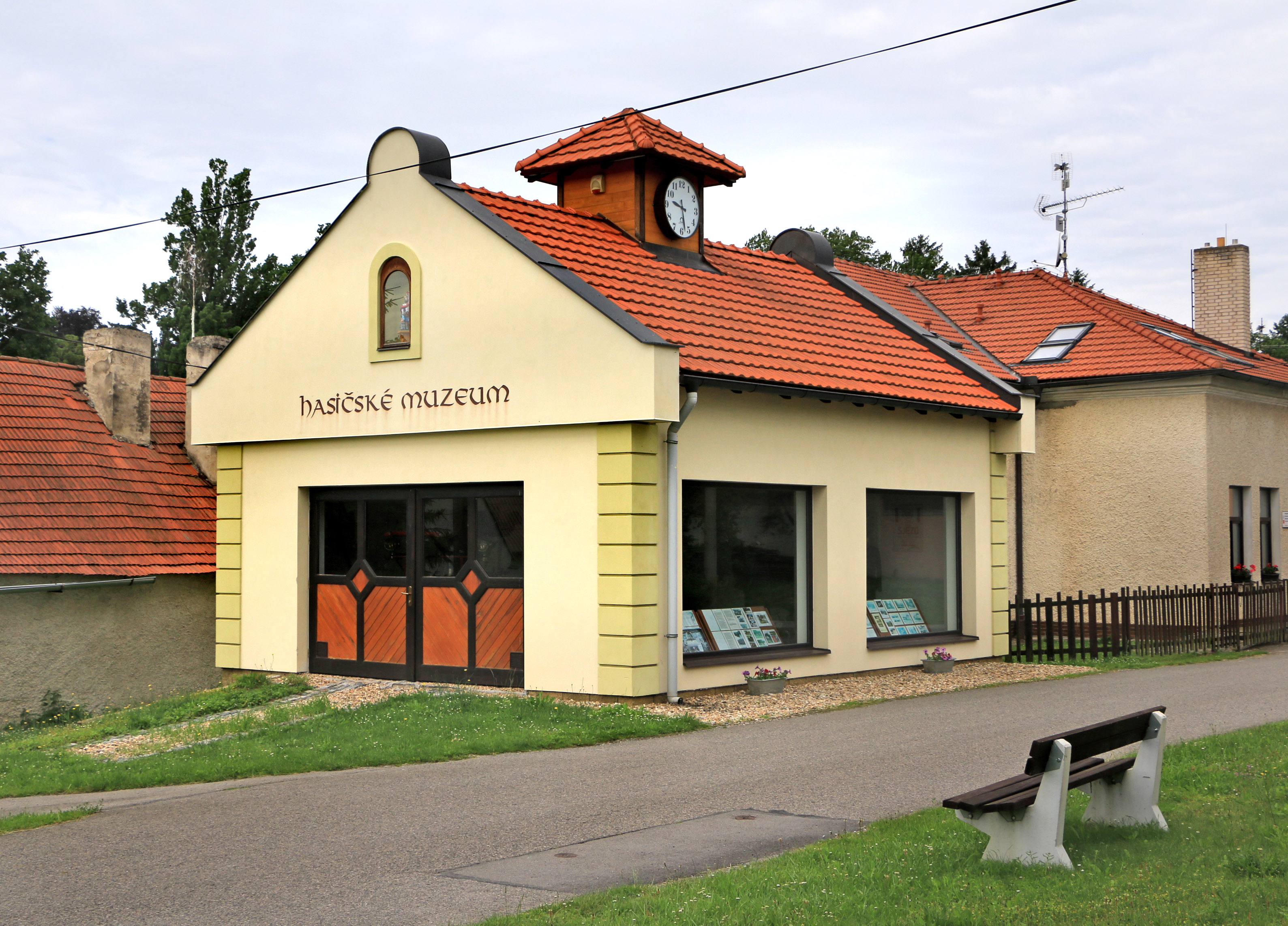
Brandweermuseum (2016)
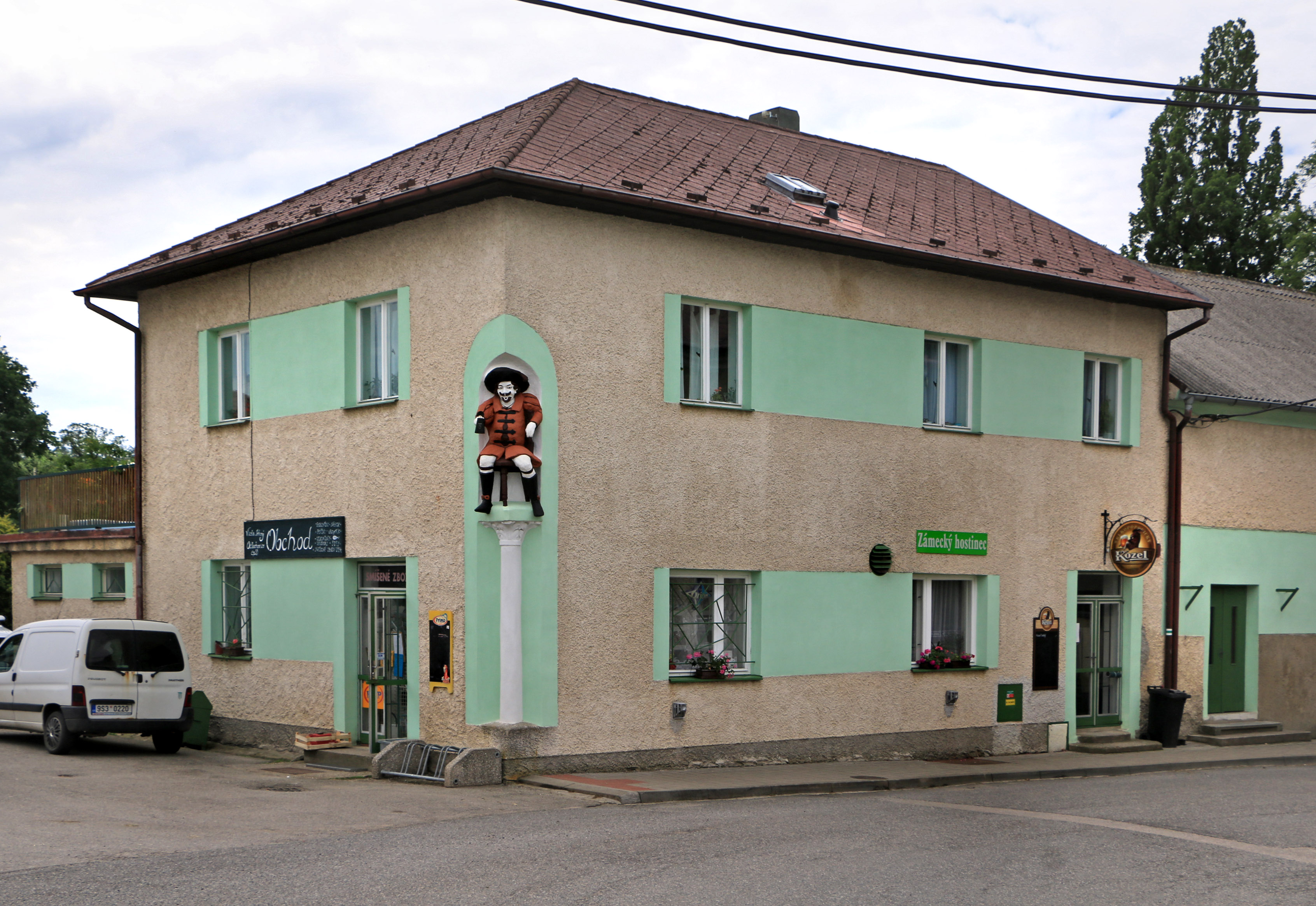
Winkel en restaurant (2016)
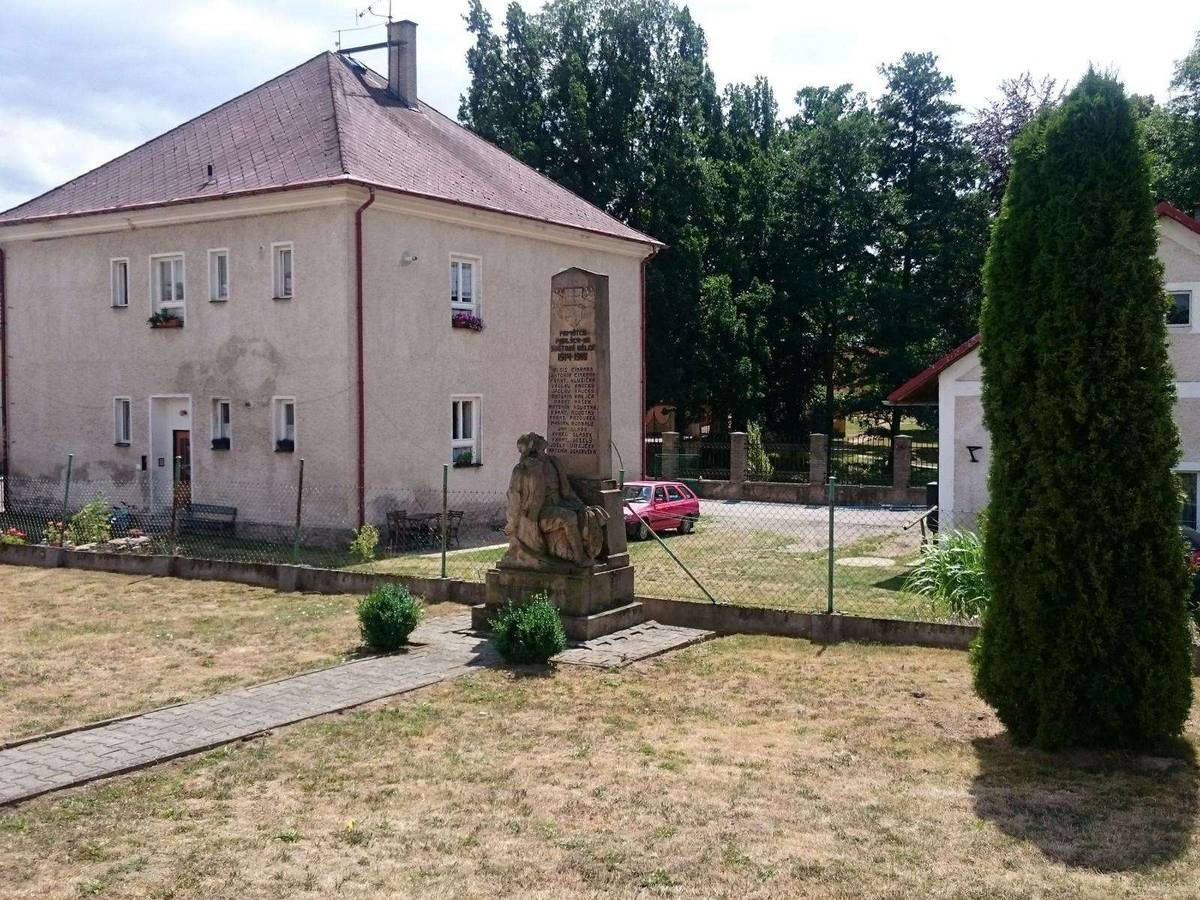
Oorlogsmonument (2021)
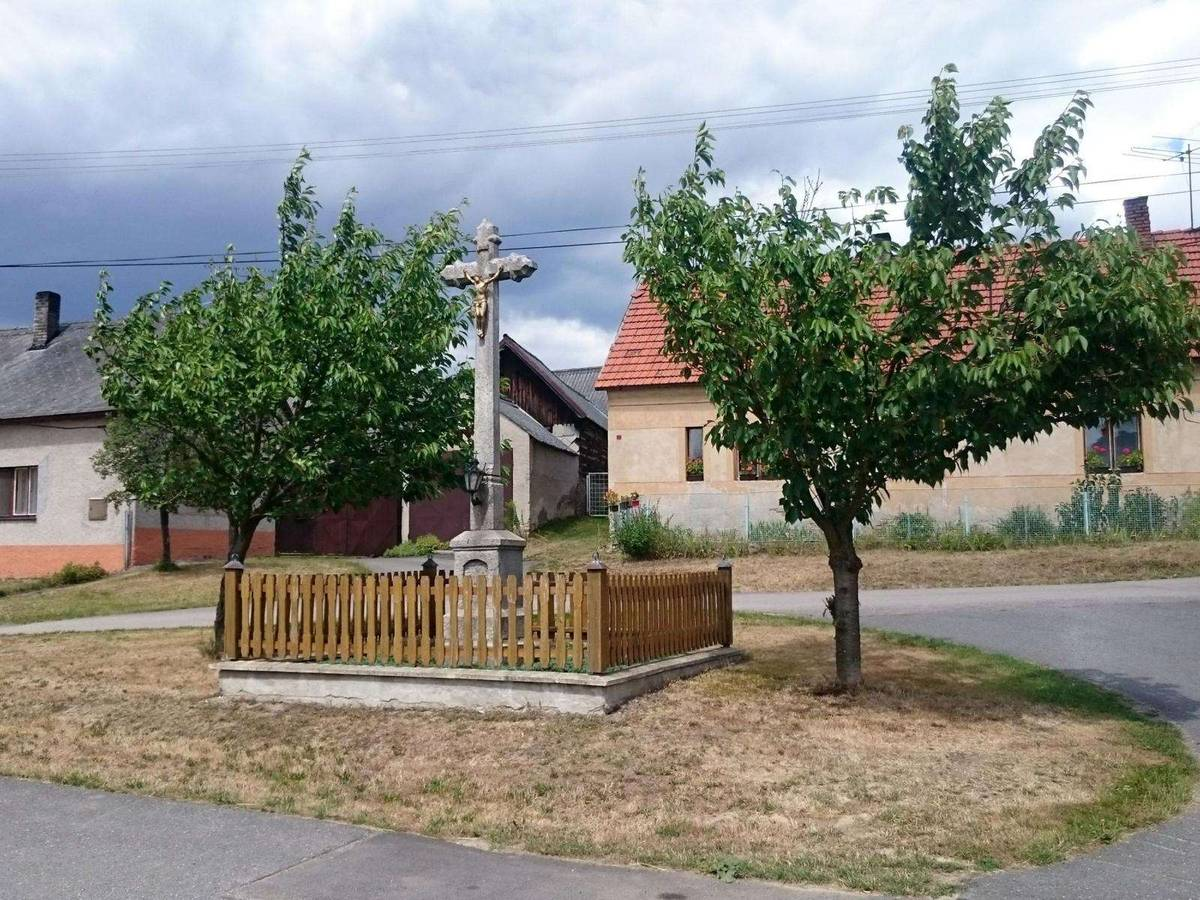
Wegkruis (2021)
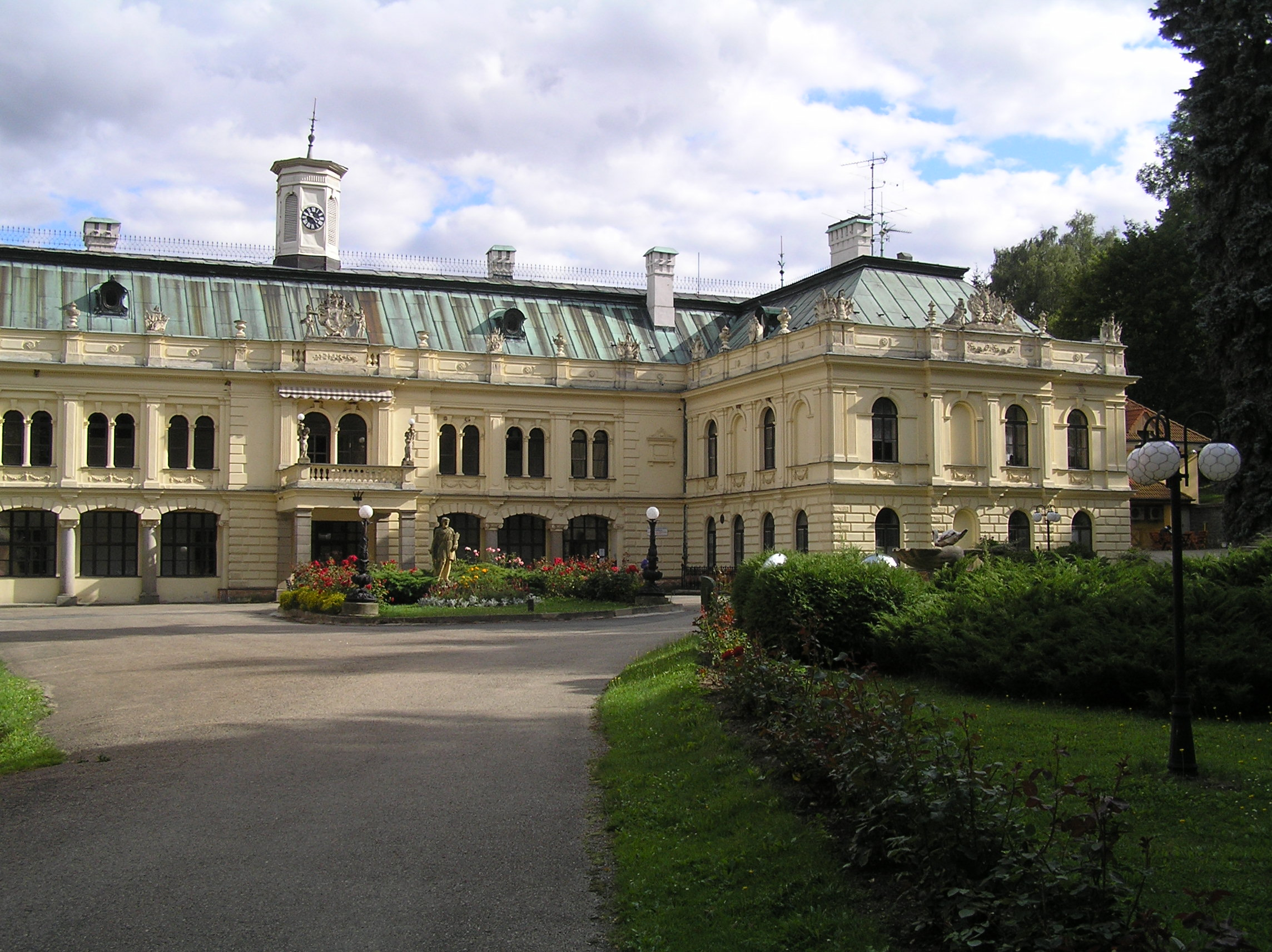
Kasteel Odlochovice (2007)